# Tau2 Eridani
Tau² Eridani (Angetenar, τ² Eri) – gwiazda w gwiazdozbiorze Erydanu, odległa od Słońca o około 187 lat świetlnych.

## Nazwa
Tradycyjna nazwa gwiazdy, Angetenar, wywodzi się od arabskiego ‏ﺣﻨﺎﻳﺖ النهر‎ ḥināyat al nahr, co oznacza „zakole rzeki”. Odnosi się ona do położenia gwiazdy w gwiazdozbiorze, wyobrażającym rzekę Erydan. Międzynarodowa Unia Astronomiczna w 2017 roku formalnie zatwierdziła użycie nazwy Angetenar dla określenia tej gwiazdy.

## Charakterystyka
Jest to olbrzym należący do typu widmowego K0. Jego obserwowana wielkość gwiazdowa to 4,77m. Gwiazda ma słabego towarzysza odkrytego w 1897 roku, gwiazdę o obserwowanej wielkości 15m odległą od olbrzyma o 49,6 sekundy kątowej (pomiar z 2015 roku).